# Збірна України з бадмінтону

## Історія

### Національна збірна
До складу чоловічої збірної входять Кирило Леонов, Артем Почтарьов, Валерій Атращенков і Данило Боснюк, до складу жіночої — Єлизавета Жарка, Марина Ільїнська, Марія Улітіна, Наталія Войцех, Поліна Бугрова, Анна Міхалькова, Валерія Рудакова, Анастасія Прозорова, Марія Столяренко.
Найкращими досягненнями на чемпіонаті Європи з бадмінтону, який прошов у Києві з 27 квітня по 2 травня 2021 року для гравців збірної України був вихід до 1/8 фіналу Наталії Войцех (жіноча одиночна категорія), Данила Боснюка (чоловіча одиночна категорія), Гліба Бекетова — Михайла Махновського (чоловіча парна категорія), Поліни Бугрової — Марії Столяренко (жіноча парна категорія).

### Молодіжна збірна
До складу молодіжної збірної входять Іван Мединський, Михайло Махновський, Гліб Бекетов, Валерія Масайло.

### Юнацькі Олімпіади
2018 року 17-річна Анастасія Прозорова в аргентинському Буенос-Айресі на ІІІ літніх Юнацьких Олімпійських іграх здобула «срібло» у змаганнях змішаних команд. Команда харків'янки перемогла у чвертьфіналі та півфіналі, однак поступилась (106:110) у фіналі. Склад усіх восьми команд був змішаним — по 8 учасників із різних країн, як чоловіків, так і жінок.
Це «срібло» — перша нагорода на різноманітних усесвітніх олімпіадах в історії українського бадмінтону.

## Галерея

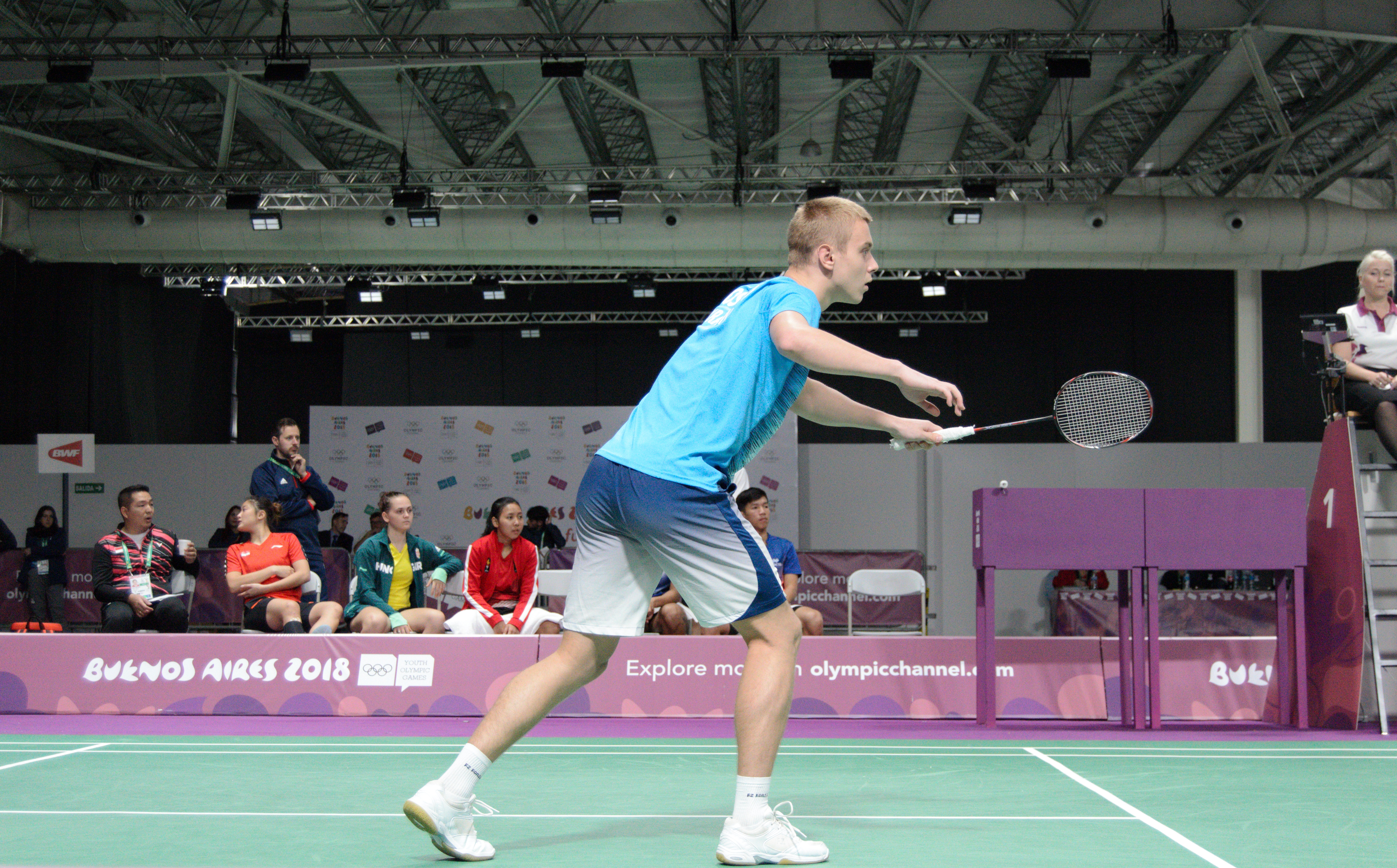
Данило Боснюк
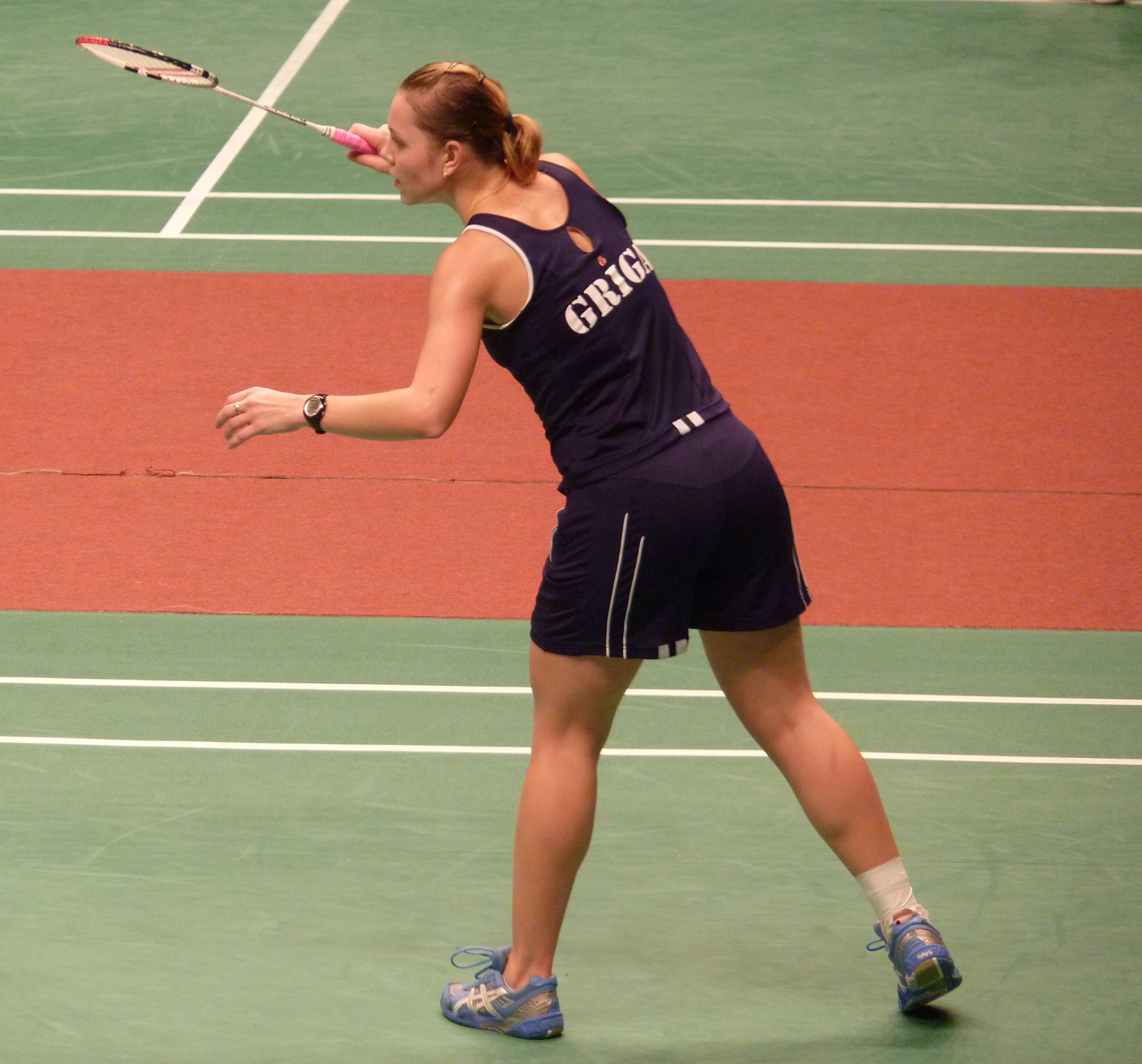
Лариса Грига
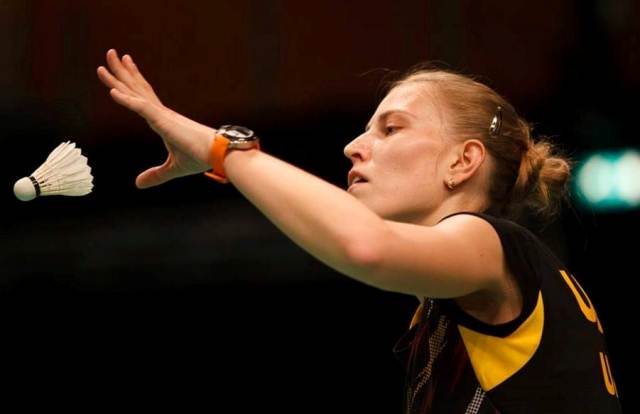
Марія Улітіна
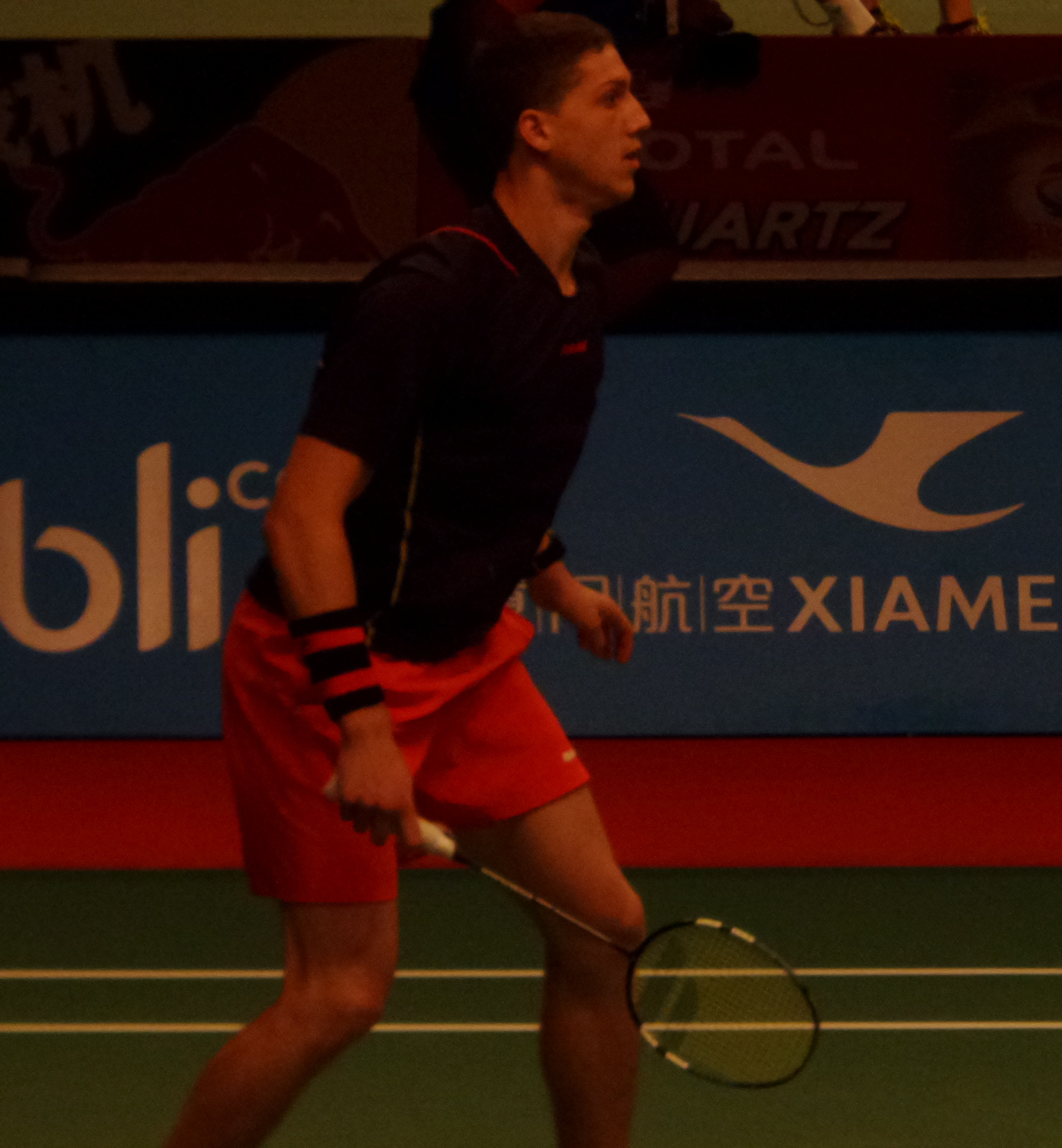
Артем Почтарьов
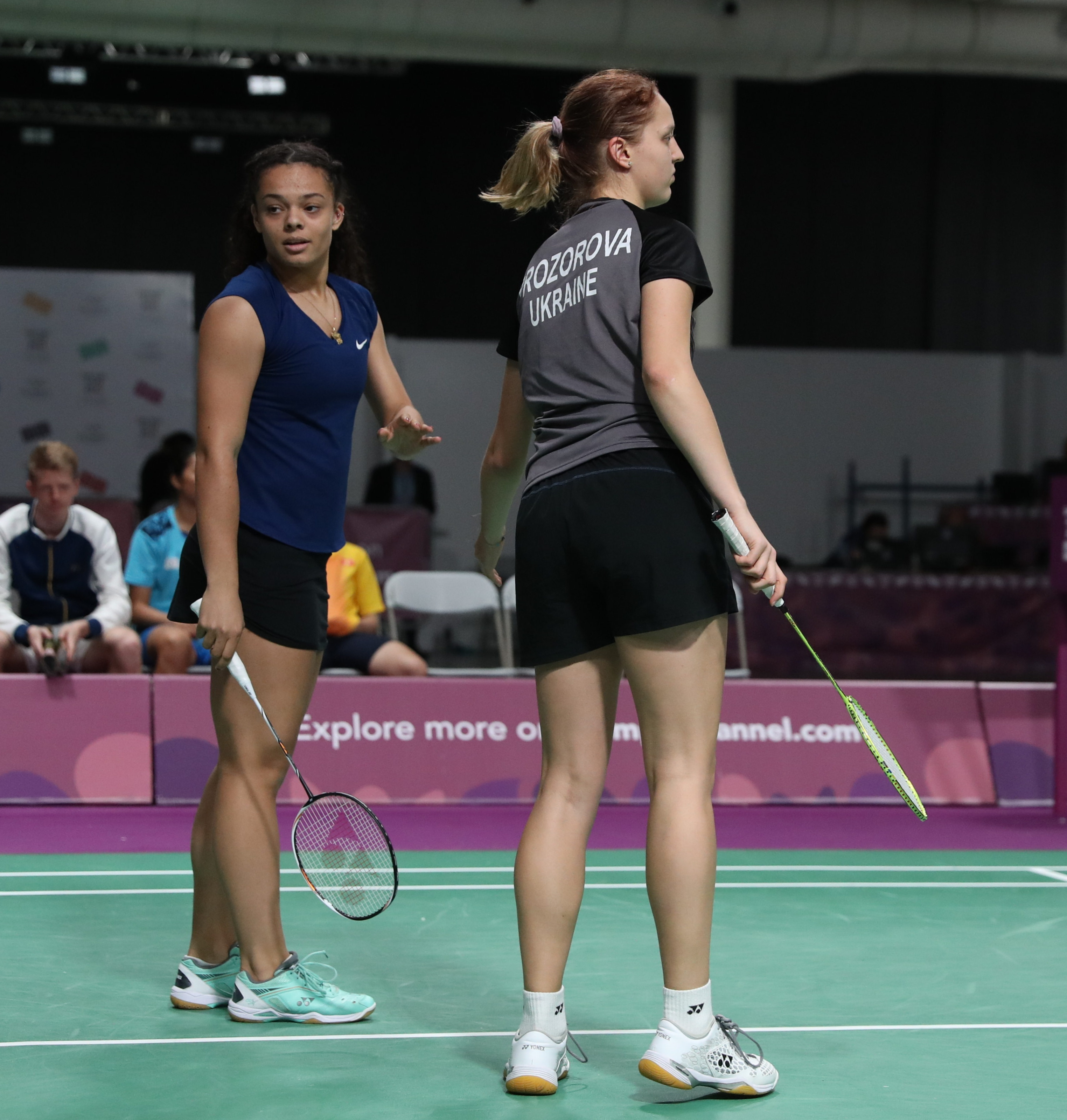
Анастасія Прозорова
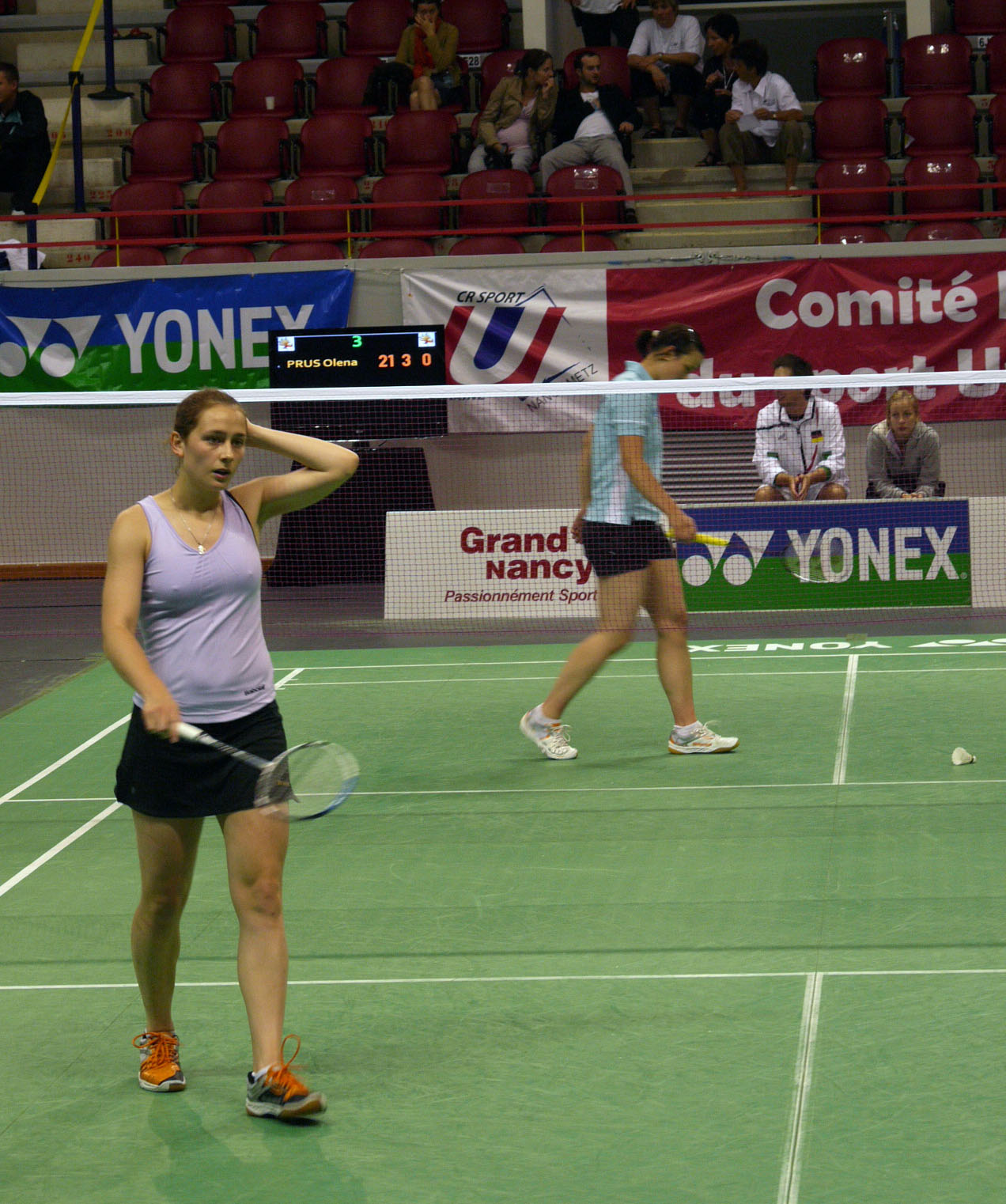
Олена Прус
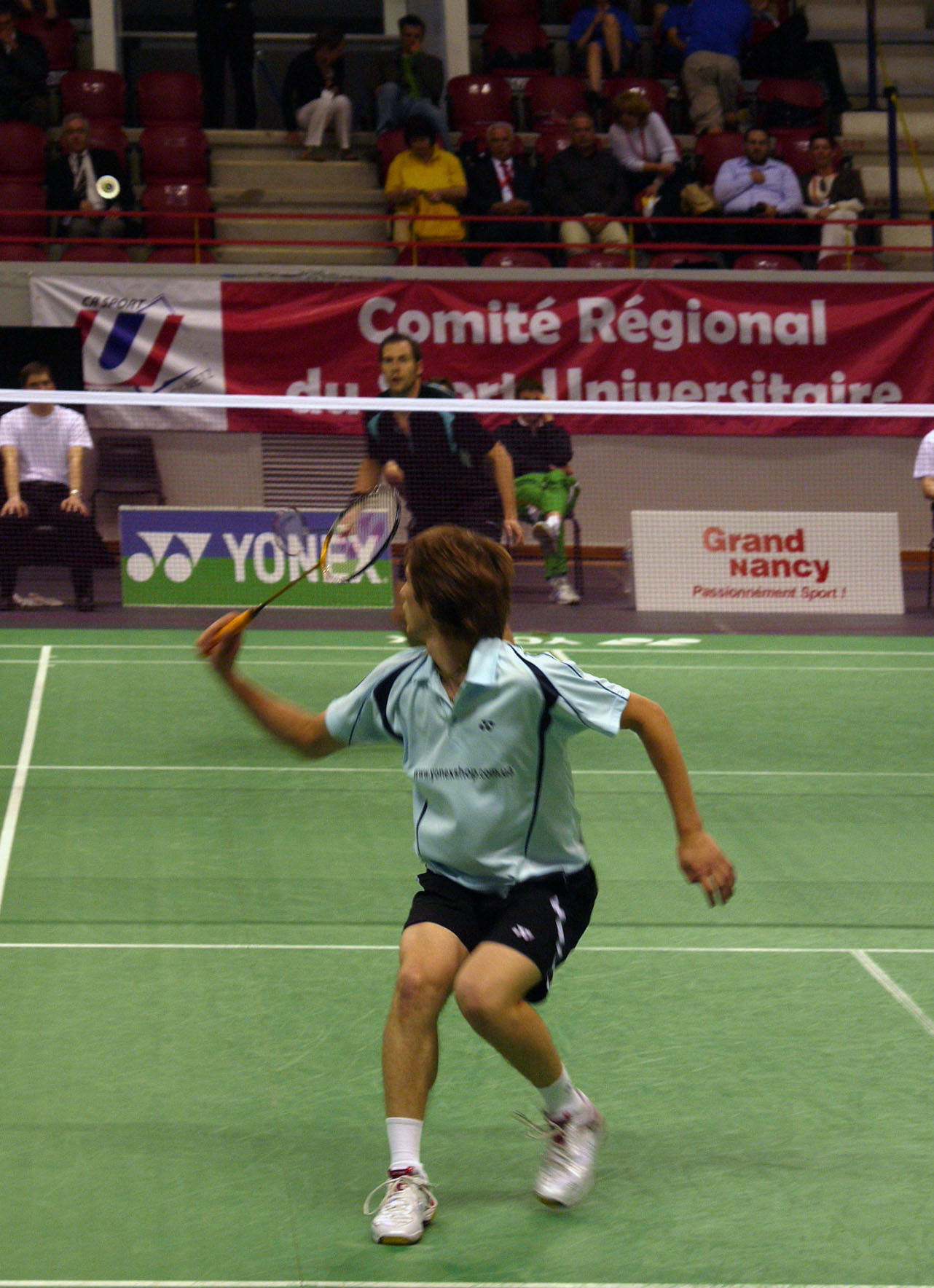
Дмитро Завадський
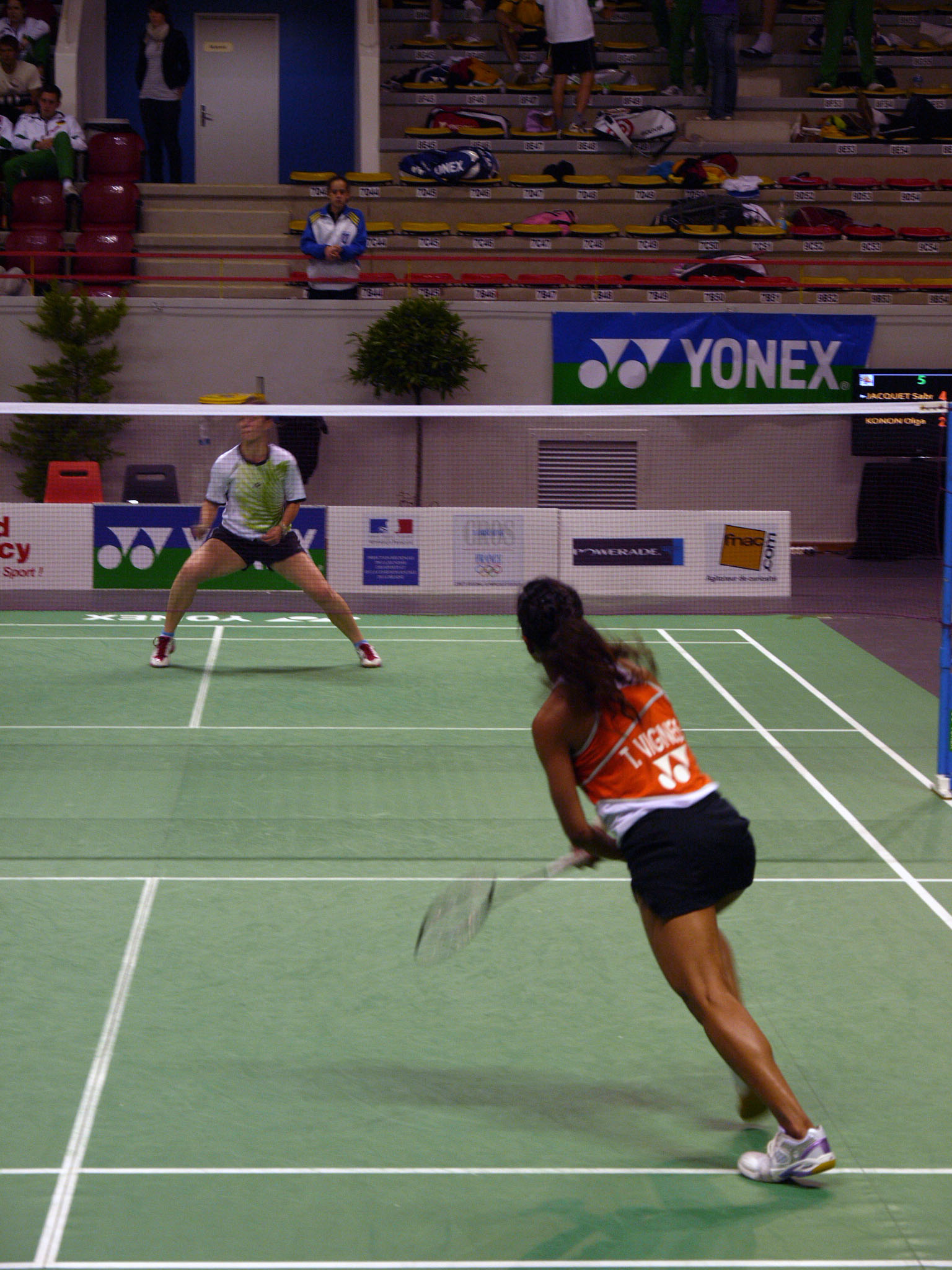
Марія Діптан
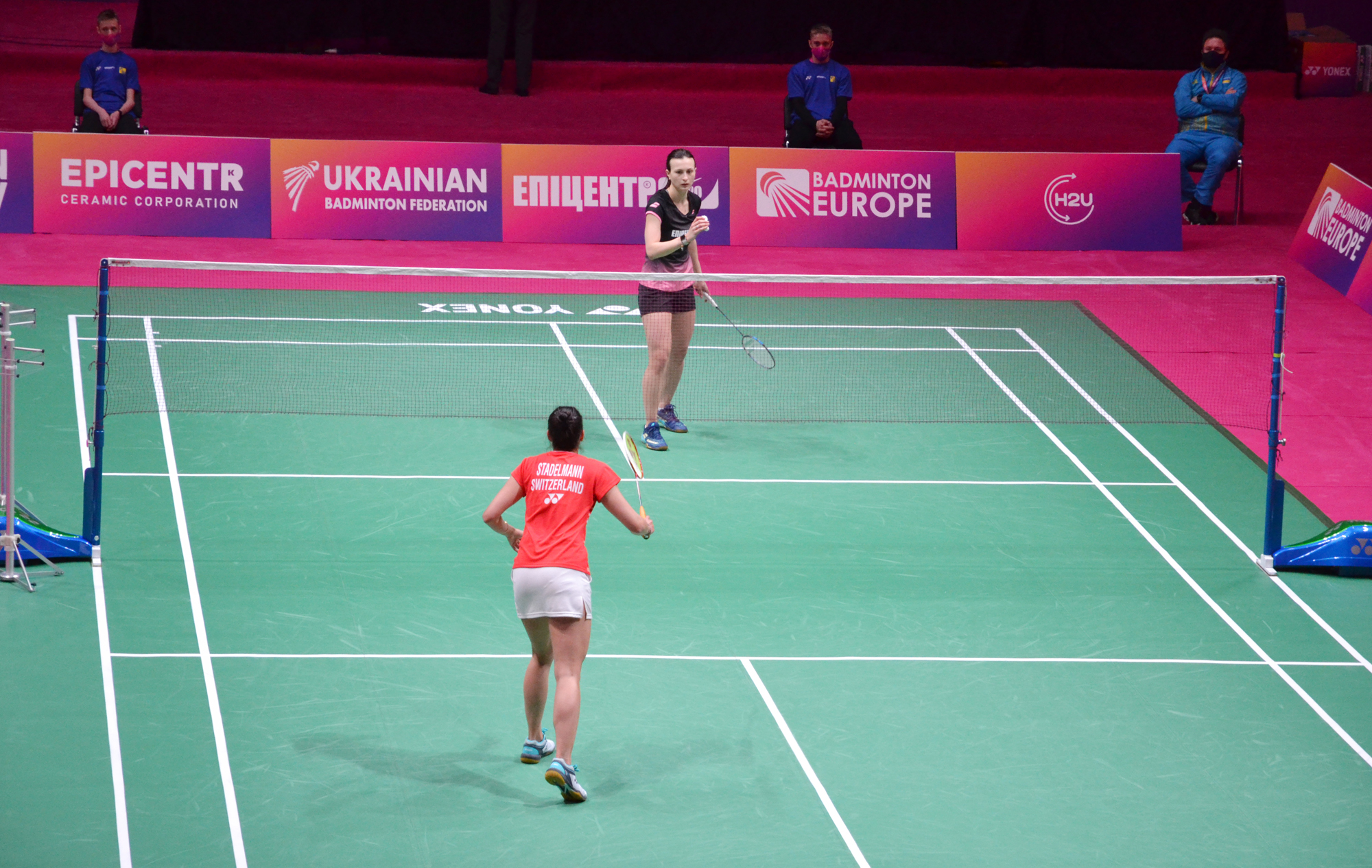
Наталія Войцех